# Anilocra rhodotaenia
Anilocra rhodotaenia är en kräftdjursart som beskrevs av Pieter Bleeker 1857. Anilocra rhodotaenia ingår i släktet Anilocra och familjen Cymothoidae. Inga underarter finns listade i Catalogue of Life.